# Garnettius hungerfordi
Garnettiidae, Garnettiius
Famille
Genre
Espèce
Synonymes
- Mazonia hungerfordi Elias, 1936

Garnettius hungerfordi, unique représentant du genre Garnettius et  de la famille des Garnettiidae, est une espèce fossile de scorpions.

## Distribution
Cette espèce a été découverte à Garnett dans le Kansas aux États-Unis. Elle date du Carbonifère.

## Systématique et taxinomie
Cette espèce a été décrite sous le protonyme Mazonia hungerfordi par Elias en 1936. Elle est placée dans le genre Garnettius par Petrunkevitch en 1953.

## Étymologie
Cette espèce est nommée en l'honneur de Churchill Hungerford.

## Publications originales
- Elias, 1936 : « A new scorpion from the Pennsylvanian Walchia beds near Garnett, Kansas. » Journal of Paleontology, vol. 11, p. 335-336.
- Petrunkevitch, 1953 : « Paleozoic and Mesozoic Arachnida of Europe. » Memoirs of the Geological Society of America, vol. 53 p. 1-128 (en).
- Dubinin, 1962 : « Class Scorpionomorpha. » Fundamentals of Paleontology, Volume 9, Arthropoda, Tracheata, Chelicerata, New Delhi, p. 614-677 (en).